# Switch (Vlaams televisieprogramma)
Switch is een televisieprogramma dat te zien is op de Vlaamse zender VT4. Het programma is gebaseerd op het Nederlandse programma Puberruil van KRO.  In elke aflevering wisselen twee tieners een week lang van gezin.  Ze komen er terecht in een totaal andere leefwereld met nieuwe ouders en regels en ze nemen deel aan elkaars activiteiten en hobby's.